# Estação Ferroviária de Muge
A estação ferroviária de Muge é uma gare de caminhos de ferro da Linha de Vendas Novas, que serve a localidade de Muge, no concelho de Salvaterra de Magos, em Portugal.

## Descrição

### Localização e acessos
Esta interface situa-se a sul da localidade nominal, distando do seu centro (igreja) mais de dois quilómetros, mormente via EN118.

### Infraestrutura
Esta interface apresenta apenas duas vias de circulação (I+IA e II), ambas com 512 m de extensão e cada uma acessível por plataformas com respetivamente 70 e 40 m de comprimento e com 685 e 300 mm de altura. O edifício de passageiros situa-se do lado nordeste da via (lado esquerdo do sentido ascendente, para Vendas Novas).
Situa-se junto a esta interface, ao PK 8+400, a zona neutra de Muge que isola os troços da rede alimentados respetivamente pelas subestações de tração de Xira e de Quinta Grande.

## História

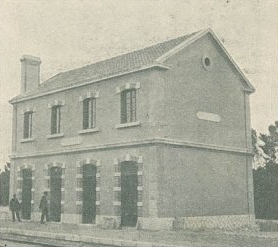
Estação de Muge, durante as obras de construção

Em Agosto de 1902, já se tinha determinado quais as estações e apeadeiros a construir no projecto da Linha de Vendas Novas, estando incluída a estação de Muge, ao PK 7 da linha. Em Abril de 1903, as obras de construção desta interface já se encontravam quase concluídas, esperando-se que fossem terminadas em Agosto. A linha foi inaugurada em 15 de Janeiro de 1904, pela Companhia Real dos Caminhos de Ferro Portugueses.
Em 1913, a estação de Muge era servida por carreiras de diligências até Salvaterra de Magos e Benavente.
Em 1934, a Companhia dos Caminhos de Ferro Portugueses realizou grandes obras de reparação na estação de Muge.
Em Março de 1936, a circulação entre o Setil e Muge estava interrompida devido aos estragos produzidos por temporais, tendo-se realizado apenas alguns comboios entre esta estação e Vendas Novas, até a via ter sido consertada.
Tal como as restantes interfaces da Linha de Vendas Novas, esta estação deixou de ter serviço de passageiros em 2005 e, após reabertura em 2009, de novo em 2011.
Em Janeiro de 2011, contava com duas vias de circulação, ambas com 518 m de comprimento, e duas plataformas, que tinham 62 e 40 cm de altura, e 30 e 45 m de extensão — valores mais tarde alterados para os atuais.

### Ligação proposta à Chamusca
Desde os finais do século XX que a Câmara Municipal da Chamusca fez várias tentativas para a construção de um caminho de ferro que servisse a margem Sul do Tejo, passando por aquela localidade. Após a queda da monarquia, surgiu o rumor que o Ministro do Fomento estava a pensar em reorganizar os planos para as ligações ferroviárias, pelo que a comissão administrativa do Município da Golegã consultou as câmaras desta região, tendo sido elaborado um traçado numa reunião no Entroncamento, que fazia a linha sair de Muge, e passar por Benfica, Almeirim, Alpiarça, Vale de Cavalos, Ulme, Chamusca, Pinheiro Grande e Golegã.